# Ignatij (Buzin)
Ignatij (světským jménem: Konstantin Jurjevič Buzin; * 21. června 1973, Kryvyj Rih) je ukrajinský duchovní Ruské pravoslavné církve a emeritní biskup armavirský a labinský. V současné době je ve stavu zákazu služby.

## Život
Narodil se 21. června 1973 v Kryvym Rihu. Roku 1980 odešel s rodinou do Gelendžiku.
V letech 1980–1988 studoval na střední škole č. 1 v Gelendžiku a poté na Novorossijském zdravotnickém učilišti. Během studia sloužil v chrámech v Gelendžiku a Novorossijsku.
V letech 1991–1995 studoval na Petrohradském duchovním semináři.
Roku 1993 jej metropolita petrohradský a ladožský Ioann (Snyčjov) jmenoval pokladním Sergijevo Primorské pustyně v Petrohradu.
Dne 22. ledna 1994 byl v chrámu Petrohradských duchovních škol archimandritou Kirillem (Načisem) postřižen na monacha se jménem Ignatij na počest svatého Ignatija (Brjančaninova).
Dne 3. února 1994 byl v chrámu svatého Alexandra Něvského v Krasném Selu biskupem tichvinským a Symonem (Getjou) rukopoložen na hierodiakona.
Dne 7. dubna 1994 jej metropolita petrohradský a ladožský Ioann v chrámu Svaté Trojice Alexandro-Něvské lávry rukopoložil na jeromonacha.
Od roku 1995 byl blagočinným Trojickosergijevské primorské pustyně. Dne 10. září 2002 byl osvobozen od funkce blagočinného a jmenován trvalým duchovním Trojickosergijevské lávry.
Dne 15. října 2002 byl ustanoven správcem podvorje Koněvského monastýru v Priozersku.
Dne 29. března 2004 byl metropolitou petrohradským a ladožským Vladimirem (Kotljarovem) povýšen na igumena.
Dne 21. dubna 2005 se stal blagočinným Tichvinského monastýru. Byl také členem eparchiální rady.
V letech 2005–2008 studoval na Petrohradské duchovní akademii.
Dne 5. května 2008 byl jmenován představeným Antonievo-Dymského skitu. Po přetvoření na monastýr byl 21. října 2008 potvrzen Svatým synodem ve funkci představeného.
Od 11. října 2010 sloužil jako duchovní Tichvinského Vveděnského ženského monastýru.
V dubnu 2013 byl jmenován členem eparchiální rady tichvinské eparchie.
Dne 19. března 2014 jej Svatý synod zvolil biskupem armavirským a labinským. Dne 21. března byl v chrámu Pokrova přesvaté Bohorodice podvorje Antonievo-Dymského monastýru v Petrohradu povýšen na archimandritu. Dne 12. dubna 2014 byl oficiálně jmenován biskupem a 14. dubna proběhla v chrámu Krista Spasitele v Moskvě jeho biskupská chirotonie. Světiteli byli patriarcha moskevský Kirill, metropolita krutický a kolomenský Juvenalij (Pojarkov), metropolita jekatěrinodarský a kubáňský Isidor (Kiričenko), metropolita istrijský Arsenij (Jepifanov), biskup solněčnogorský Sergij (Čašin), biskup kronštadtský Nazarij (Lavrynenko), biskup jejský a timašjovský German (Kamalov), biskup borovičský a pestovský Efrem (Barbineagră), biskup tichvinský a lodějnopolský Mstislav (Djačina), biskup novorossijský a gelendžikský Feognost (Dmitrijev) a biskup tichorecký a korenovský Stefan (Kavtarašvili).
Dne 18. května 2020 byl patriarchou Kirillem po předložení obvinění z církevních deliktů neslučitelných s dalším řízením eparchie odvolán z řízení eparchie až do prozkoumání případu Nejvyšším církevním soudem. Jako místo pobytu mu bylo určeno město Krasnodar. Dne 25. srpna 2020 Svatý synod rozhodl o jeho pobytu v Antonievo-Dymském monastýru.
Den 3. srpna 2021 Nejvyšší církevní soud rozhodl o jeho vině ze spáchání církevních deliktů a zakázal mu sloužit bez práva nosit biskupské roucho a panagiu. Dne 8. dubna patriarcha Kirill schválil rozhodnutí soudu, zakázal mu stýkat se s duchovními a jako místo pobytu mu byl určen Pavlo-Obnorský monastýr pod dohledem metropolity vologdského.